# فهرست کانال‌های یوتیوب با بیشترین مشترک

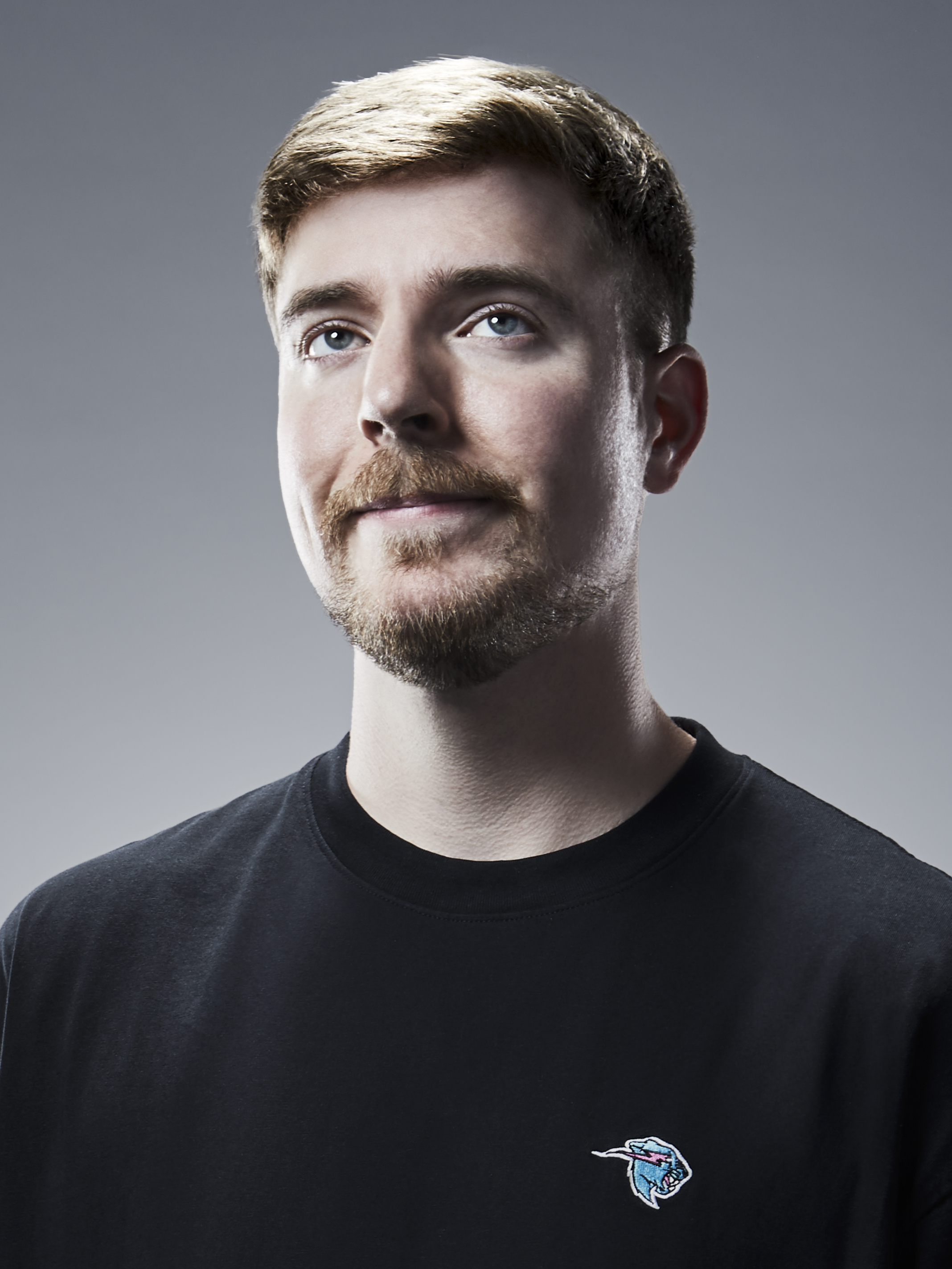
مستربیست، شخصیت آمریکایی یوتیوب با ۴۱۲ میلیون مشترک، پرمشترک‌ترین کانال یوتیوب تا ژوئیه ۲۰۲۵ است.

مشترک یا سابسکرایبِ (به انگلیسی: subscribe) یک کانال در سکوی اشتراک‌گذاری ویدئوی یوتیوب، یعنی کاربر با کلیک بر روی دکمه «اشتراکِ» آن کانال، محتوای آن را دریافت کند و فید اشتراک هر کاربر شامل ویدیوهایی از کانال‌هایی است که کاربر در آنها عضو شده است. قابلیت اشتراک برای کاربران در اکتبر ۲۰۰۵ معرفی شد. یوتیوب در آوریل ۲۰۰۶ شروع به انتشار فهرستی از کانال‌های پرمشترک خود کرد. آرشیو اولیه این فهرست به مه ۲۰۰۶ بازمی‌گردد.
در اواسط سال ۲۰۰۶، زمانی که اسماش کمتر از ۳۰۰۰ مشترک داشت جایگاه نخست را به خود اختصاص داد.
در ژوئن ۲۰۲۴ مستربیست با کنارزدن کانال هندی تی-سریز به پر مشترک ترین کانال یوتیوب با بیش از ۲۶۰ میلیون مشترک تبدیل شد.

## کانال‌ها با بیشترین مشترک
جدول زیر ۱۰ کانال یوتیوب که بیشترین مشترک را دارند همراه با زبان اصلی و دسته محتوای آنها را نشان می‌دهد. کانال‌هایی که به‌طور خودکار تولید می‌شوند و فاقد ویدئوهای خودشان هستند (مانند موسیقی و اخبار) مستثنی شده‌اند.
|                            | کانال | پیوند | تجاری | مشترکان (میلیون) | زبان اصلی | دسته                         | کشور |
| -------------------------- | ----- | ----- | ----- | ---------------- | --------- | ---------------------------- | ---- |
| T-Series                   | Link  | آری   | ۲۸۴   | زبان هندی        | موسیقی    | هند                          |      |
| MrBeast                    | Link  | نه    | ۳۴۳   | زبان انگلیسی     | سرگرمی    | ایالات متحده آمریکا          |      |
| Cocomelon - Nursery Rhymes | Link  | آری   | ۱۸۸   | زبان انگلیسی     | آموزشی    | ایالات متحده آمریکا          |      |
| SET India                  | Link  | آری   | ۱۸۱   | زبان هندی        | سرگرمی    | هند                          |      |
| Kids Diana Show            | Link  | آری   | ۱۲۹   | زبان انگلیسی     | سرگرمی    | ایالات متحده آمریکا/ اوکراین |      |
| Vlad and Niki              | Link  | نه    | ۱۳۲   | زبان انگلیسی     | سرگرمی    | روسیه/ ایالات متحده آمریکا   |      |
| Like Nastya                | Link  | نه    | ۱۲۵   | زبان انگلیسی     | سرگرمی    | روسیه/ ایالات متحده آمریکا   |      |
| PewDiePie                  | Link  | نه    | ۱۱۰   | زبان انگلیسی     | سرگرمی    | سوئد                         |      |
| Zee Music Company          | Link  | آری   | ۱۱۳   | زبان هندی        | موسیقی    | هند                          |      |
| WWE                        | Link  | آری   | ۱۰۶   | زبان انگلیسی     | سرگرمی    | ایالات متحده آمریکا          |      |
| تا ۸ آوریل ۲۰۲۴            |       |       |       |                  |           |                              |      |